# Castillo San Cristóbal (San Juan)

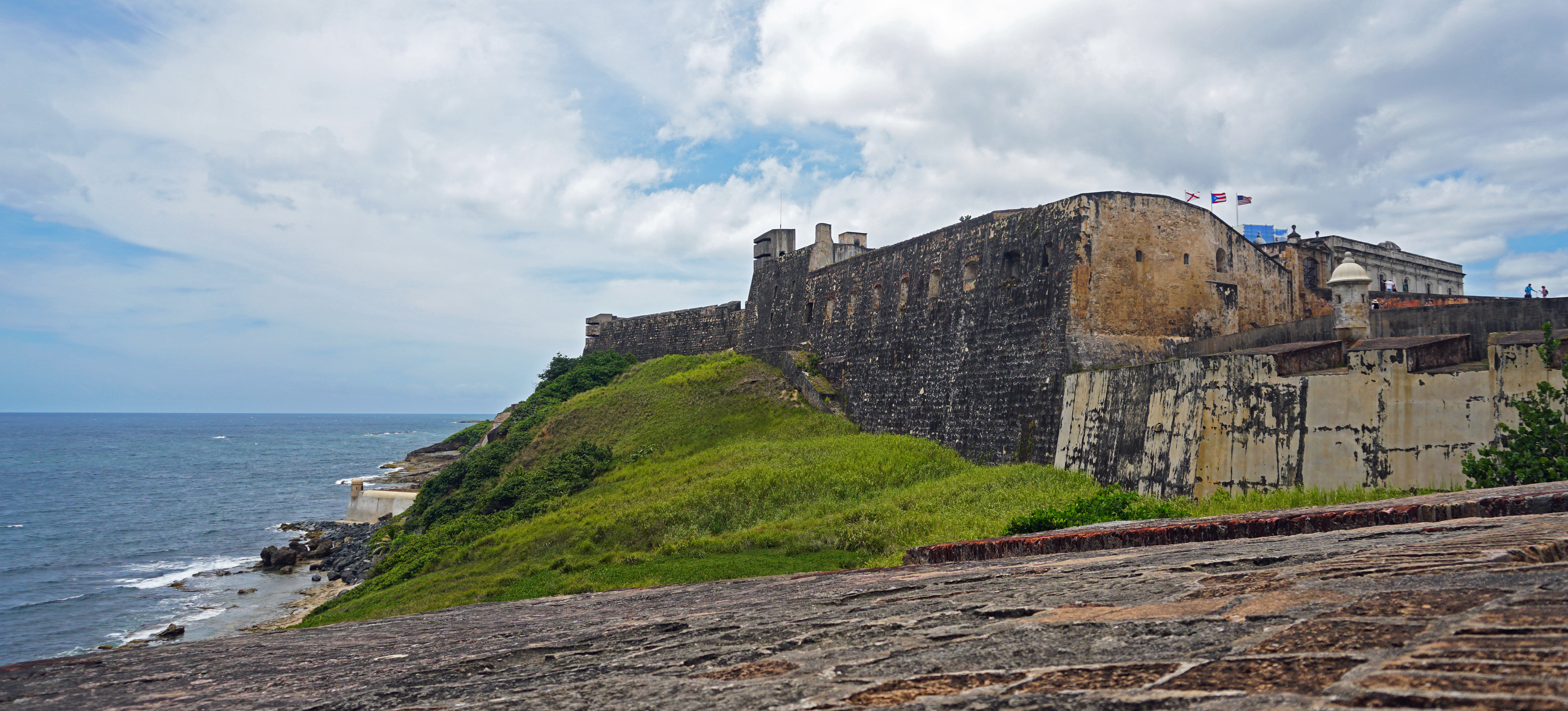
Het fort vanaf de zeezijde, de openingen van de kazematten zijn zichtbaar in de muur net als de twee observatiebunkers gebouwd in de Tweede Wereldoorlog.

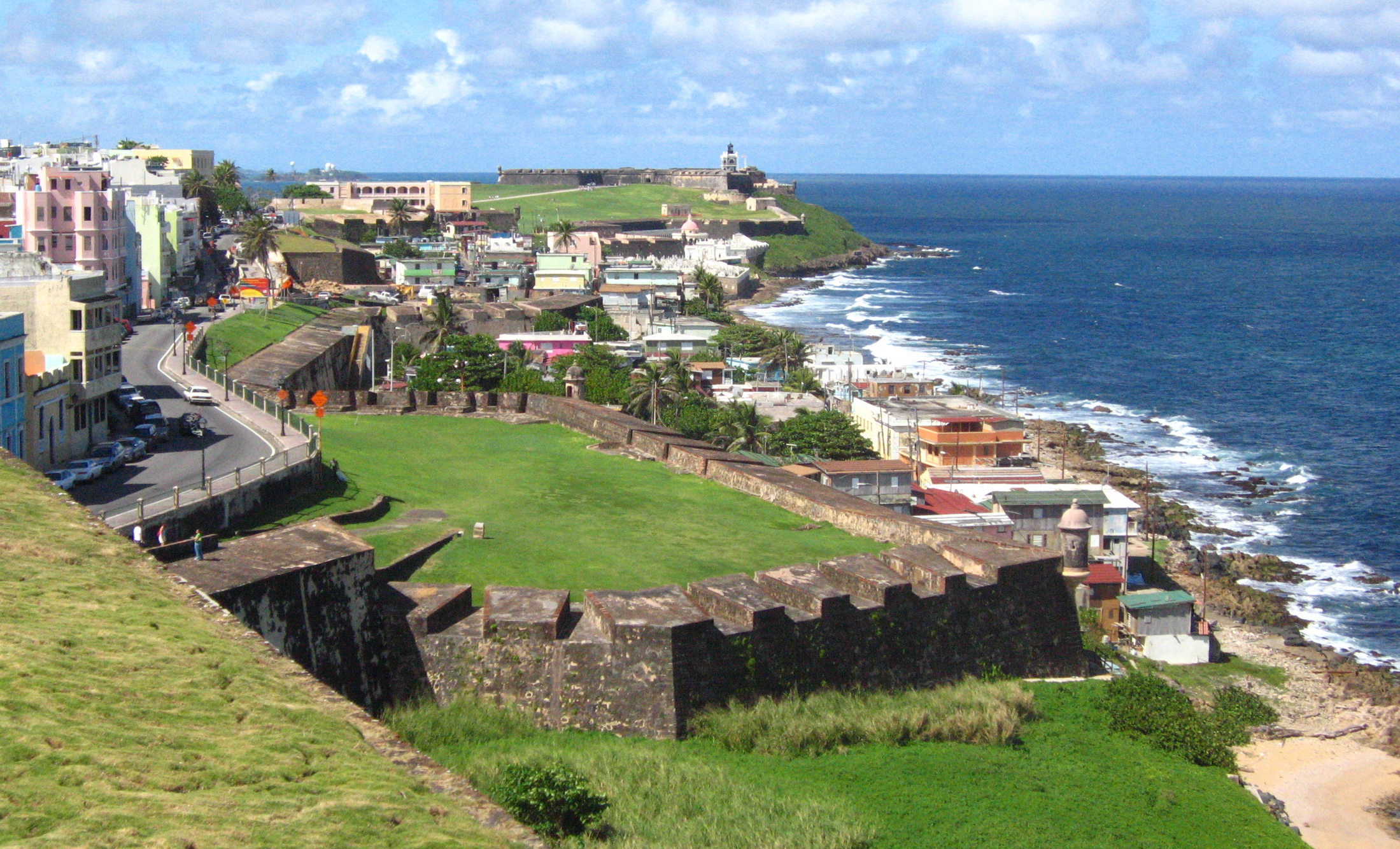
Zicht vanuit het fort naar achteren op de oude stad en op de achtergrond ligt El Morro. Links is de toegang naar de hoofdpoort.

Het Castillo de San Cristóbal is een 18e-eeuws Spaans fort naast de oude binnenstad van de Puerto Ricaanse hoofdstad San Juan en is onderdeel van de San Juan National Historic Site. Het werd gebouwd door de Spanjaarden om de stad te beschermen tegen aanvallen over land.

## Aanleiding
In augustus 1508 werd de baai ontdekt door Juan Ponce de León. Na aanvallen door Franse kapers en meerdere opstanden tegen de Spanjaarden door de lokale Taínos in de volgende decennia, werd besloten dat San Juan moest worden versterkt. In 1539 werd begonnen met de bouw van een eenvoudig fort op de plaats waar nu Castillo San Felipe del Morro ligt. Het werd meerdere malen aangevallen, zoals in 1595 door de Engelsen onder leiding van Francis Drake en in 1625 door de Nederlandse kaper Boudewijn Hendricksz. Hij nam de stad in en bij zijn vertrek nam hij alle waardevolle zaken mee en stak de gebouwen in brand.
Na zijn vertrek besloten de Spanjaarden op de San Cristóbal-heuvel, aan de noordoostkant van San Juan, een verdedigingswerk te bouwen om andere aanvallen vanaf de landzijde te voorkomen. In 1634 werd hier een kleine driehoekige schans gebouwd. Anderhalve eeuw later werd het fort, zoals we het nu kennen, gebouwd. Tussen 1766–1783 werd het meeste werk verricht onder leiding van de in Ierland geboren militaire ingenieur Tomás O'Daly en zijn assistent Juan Francisco Mestre.

## Bouw en aanvallen
Het grote fort was vooral bedoeld om aanvallen vanuit het oosten van de stad tegen te houden. Het is enigszins langwerpig met een diep verdediging van west naar oost. Er zijn ravelijnen om de vijand op afstand van het fort te houden en een droge gracht. Het fort heeft diverse niveaus met platforms om kanonnen te plaatsen, voor het transport zijn er diverse hellingen. Tussen de diverse werken liggen tunnels zodat de troepen veilig hun posities kunnen bereiken en om de aanvoer van buskruit en kanonskogels te verzekeren. Er lopen ook tunnels naar buiten het fort, zou de vijand dicht zijn genaderd dan werd hier buskruit tot ontploffing gebracht om een aanval te verstoren. Aan de achterzijde van het fort ligt een grote open binnenplaats en de hoofdpoort. Er liggen rondom het plein elf kazematten, waaronder aan de zeezijde. Hier stonden de kanonnen veilig opgesteld in bomvrije ruimten. Hier lagen ook de barakken voor de soldaten, de verblijven voor de officieren en magazijnen voor voedsel en munitie. Er zijn waterkelders om het regenwater op te vangen. In het fort lagen op strategische plaatsen hellingen waarover de kanonnen naar andere niveaus werden gerold. 
In 1797 speelde het fort al een rol bij het afslaan van een aanval door een Britse invasiemacht van zo’n 10.000 man onder bevel van Sir Ralph Abercromby. Zijn mannen werden op anderhalve kilometer van San Cristóbal tegengehouden bij Fortín de San Gerónimo de Boquerón.
In 1824 wilde María de las Mercedes Barbudo, de eerste Puerto Ricaanse vrouw die een fervent pleitbezorger werd van de onafhankelijkheid van hey eiland, samen met de Venezolaanse regering, onder leiding van Simón Bolívar, een opstand ontketenen. Ze werd gevangen gehouden in het fort in afwachting van haar ballingschap naar Cuba.
In 1855 brak er in het fort een muiterij uit. Ze richtten zich tegen de Spaanse kroon. Paniek breekt uit als ze de kanonnen omdraaien en op de stad richtten. In 1897 werd een deel van de vestingmuren opgeblazen om ruimte te maken voor de verdere ontwikkeling van de haven van San Juan.
In 1898 werd het bouwwerk gebombardeerd door de Amerikaanse marine tijdens de Spaans-Amerikaanse Oorlog. Admiraal William T. Sampson besloot af te zien van een landingspoging en vertrok weer. Twee maanden later vond er weer een Amerikaanse invasie plaats onder leiding van generaal Nelson A. Miles. Tijdens zijn opmars naar San Juan werd een staakt-het-vuren afgesproken en de aanval werd niet doorgezet. Op 10 december 1898 werd de Vrede van Parijs getekend waarmee officieel een einde kwam aan de oorlog en kwam Puerto Rico in Amerikaanse handen.

## Museum
Na de machtsovername kwam het fort in handen van het Amerikaanse leger. Tijdens de Tweede Wereldoorlog werden nog enkele betonnen bunkers bijgebouwd. Er staan twee observatietorens aan de zeezijde en in de droge gracht tussen het fort en ravelijn San Carlos werd een grotere bunker gebouwd die nu dienst doet als ontvangstruimte voor de bezoekers van het fort. In 1961 werd het fort overdragen aan de National Park Service. Sinds 1983 staat het op de Werelderfgoedlijst van de Verenigde Naties. Het is een museum.